# SN 1936B
SN 1936B – supernowa odkryta 24 września 1936 roku w galaktyce MCG +02-04-29. W momencie odkrycia miała maksymalną jasność 14,00m.